# Tropas de choque

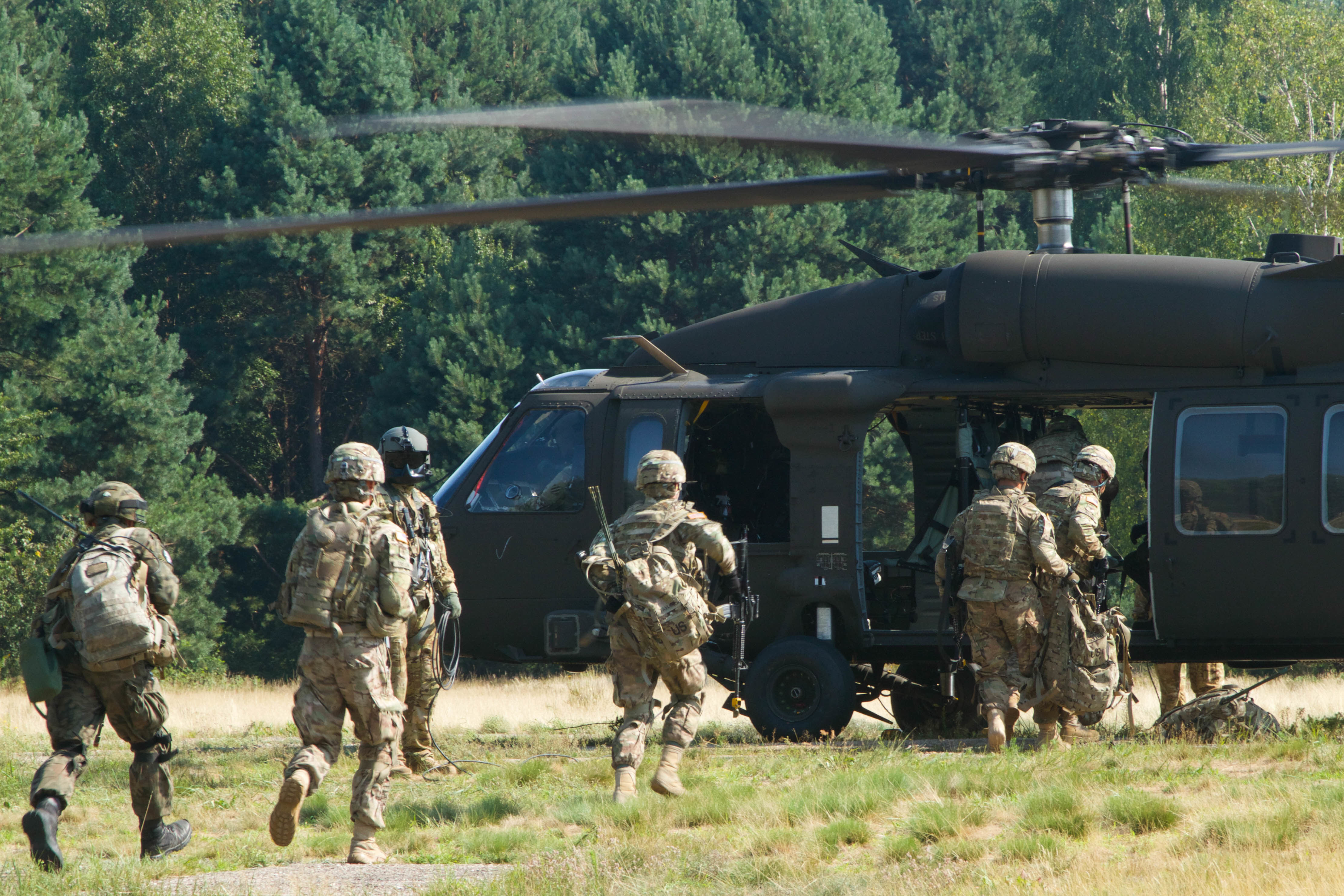
Exército dos Estados Unidos se preparando para treinamento de assalto aéreo de 2015

As tropas de choque ou tropas de assalto são formações criadas para liderar um ataque. Elas geralmente são mais bem treinados e equipados do que outras infantarias, e espera-se que sofram pesadas baixas mesmo em operações bem-sucedidas.
"Tropa de choque" é um calque, uma tradução livre da palavra alemã Stoßtrupp. As tropas de assalto são normalmente organizadas para mobilidade com a intenção de penetrar nas defesas inimigas e atacar as áreas de retaguarda vulneráveis do inimigo. Qualquer unidade de elite especializada formada para combater um combate por meio de um assalto avassalador (geralmente) seria considerada tropas de choque, em oposição a "forças especiais" ou unidades de comando (destinadas principalmente a operações secretas). Ambos os tipos de unidades podem lutar atrás das linhas inimigas, de surpresa, se necessário.
Embora o termo "tropas de choque" tenha se tornado popular no século 20, o conceito não é novo, e os exércitos da Europa Ocidental nos séculos passados os chamaram de esperança abandonada. Atualmente, o termo raramente é usado, pois os conceitos estratégicos por trás dele se tornaram o pensamento militar contemporâneo padrão.

## Antes de 1914
A cavalaria Companheira de Alexandre, o Grande, é descrita como o primeiro exemplo de cavalaria de choque sendo usada na Europa.
Várias fontes descrevem como os vikings usaram Berserkers como tropas de choque na guerra organizada.
Os Shorn Ones eram a sociedade guerreira de maior prestígio no Império Asteca, servindo como suas tropas de choque.
Os Cavaleiros Templários eram considerados tropas de choque.
Na Europa medieval tardia, os mercenários alemães Lansquenete e suíços usavam grandes espadas Zweihänder para invadir formações de piqueiros. Os hussardos alados poloneses, cavalaria pesada de elite usada pela República das Duas Nações, também foram descritos como tropas de choque. O Exército Otomano também usou Deli como tropas de choque.
Granadeiros se originaram como soldados de assalto especializados para operações de cerco. Estabelecidos pela primeira vez com um papel distinto em meados do século XVII, unidades de granadeiros lançariam granadas e brechas de tempestade, enquanto lideravam a vanguarda de um avanço. Mesmo depois de abandonar o uso da granada de pólvora original, os exércitos mantiveram as companhias e regimentos de granadeiros como tropas de assalto especializadas.
Durante a Guerra do Paraguai (1864-1870), em que o Paraguai lutou contra Brasil, Argentina e Uruguai, os paraguaios mobilizaram tropas de choque (compostas por uma mistura de cavalaria desmontada e homens aptos que sabiam remar e nadar) armados com sabres, cutelos, facas, baionetas, pistolas e granadas de mão. Eles atacaram pequenas posições fortificadas e abordaram navios a vapor brasileiros.

## Primeira Guerra Mundial
Durante a Primeira Guerra Mundial, muitos combatentes enfrentaram o impasse da Guerra de trincheiras. Na Frente Ocidental, em 1915, os alemães formaram uma unidade especializada chamada Batalhão Rohr para desenvolver táticas de assalto. Durante a Ofensiva Brusilov de 1916, o general russo Aleksei Brusilov desenvolveu e implementou a ideia de tropas de choque para atacar pontos fracos ao longo das linhas austríacas para efetuar um avanço, que o principal exército russo poderia então explorar. O exército russo também formou unidades de comando de caçadores em 1886, e as usou na Primeira Guerra Mundial para proteger contra emboscadas, realizar reconhecimento e combates de baixa intensidade em terra de ninguém.
As táticas de von Hutier (táticas de infiltração) exigiam que unidades especiais de assalto de infantaria fossem destacadas das linhas principais e enviadas para se infiltrar nas linhas inimigas, apoiadas por missões de fogo de artilharia mais curtas e afiadas (do que o habitual para a Primeira Guerra Mundial) visando tanto a frente quanto a retaguarda do inimigo, contornando e evitando quaisquer pontos fortes inimigos que pudessem, e engajando-se para sua melhor vantagem quando e onde fossem forçados, deixando o engajamento decisivo contra unidades contornadas para seguir a infantaria mais pesada. O objetivo principal dessas unidades destacadas era se infiltrar nas linhas inimigas e quebrar sua coesão o máximo possível. Essas formações ficaram conhecidas como Stoßtruppen, ou tropas de choque, e as táticas que foram pioneiras foram a base das táticas de infantaria pós-Primeira Guerra Mundial, como o desenvolvimento de esquadras.
Não obstante o status pós-guerra dos Storm Troopers no serviço alemão, o mesmo tipo de doutrina tática foi amplamente adotada no serviço britânico e francês no final de 1917 e 1918, com resultados variáveis. O manual de treinamento padrão do Exército Britânico para táticas de pelotão, SS 143, foi usado a partir de fevereiro de 1917 e continha muito do que era padrão para as tropas de choque alemãs. De acordo com Ward, as divisões australianas e canadenses implantadas entre as forças britânicas na França rapidamente passaram a ser consideradas as melhores tropas de choque nas fileiras aliadas devido à sua ferocidade na batalha e foram empregadas de acordo. As forças dos EUA foram treinadas em táticas por sobreviventes de quadros franceses de unidades de caçadores e foram treinadas para usar metralhadoras leves Chauchat francesas e granadas de fuzil. 

## Segunda Guerra Mundial
Durante a Segunda Guerra Mundial, o Exército Vermelho da União Soviética implantou cinco exércitos de choque (em russo:  ударные армии   – singular: em russo:  ударная армия) entre 1941 e 1945. Muitas das unidades, que lideraram as ofensivas soviéticas na Frente Oriental da Batalha de Stalingrado (1942-1943) até a Batalha de Berlim (1945), eram exércitos de choque. Os exércitos de choque tinham altas proporções de infantaria, engenheiros e artilharia de campanha, mas com menos ênfase na mobilidade operacional e sustentabilidade. Os exércitos de choque soviéticos eram caracterizados por uma maior alocação de unidades de artilharia no nível do exército para quebrar as posições de defesa alemãs por peso de fogo, e muitas vezes tinham regimentos de tanques pesados ou regimentos de canhões autopropulsados pesados para adicionar apoio de fogo direto adicional. Uma vez que um exército de choque abrisse uma brecha em uma posição tática inimiga, unidades mais móveis, como tanques e corpos mecanizados, se inseririam nas posições do exército de choque com a missão de penetrar profundamente na área de retaguarda inimiga. No final da guerra, porém, os exércitos de guardas soviéticos normalmente desfrutavam de apoio de artilharia superior ao dos exércitos de choque.
Os exércitos de choque foram fundamentais na execução da operação profunda (também conhecida como batalha profunda soviética - em russo:  Глубокая операция, glubokaya operatsiya). A composição central da operação profunda era o exército de choque, cada um atuando em cooperação entre si ou independentemente como parte de uma operação de frente estratégica. Vários exércitos de choque estariam subordinados a uma frente estratégica.
Exércitos de choque bem conhecidos incluem o 2º Exército de Choque, que liderou várias ofensivas na área de Leningrado, e o 3º Exército de Choque, que desempenhou um papel fundamental na Batalha de Berlim.
Um grupo de combate ad hoc soviético era uma unidade de armas mistas de cerca de 80 homens em grupos de assalto de seis a oito homens, apoiados de perto pela artilharia de campo. Essas unidades táticas foram capazes de aplicar as táticas de guerra urbana que os soviéticos foram forçados a desenvolver e refinar em cada Festungsstadt (cidade-fortaleza) que encontraram de Stalingrado a Berlim.
Os partisans iugoslavos também estabeleceram unidades de "choque" durante a Segunda Guerra Mundial, começando em fevereiro de 1942. Estes inicialmente se formaram como unidades do tamanho de companhias e batalhões, e mais tarde se transformaram em brigadas.
Dentro ou entre as forças armadas alemãs, grandes exércitos como as Waffen-SS receberam treinamento com os melhores equipamentos e armas, usados principalmente para atingir pontos fracos. A Waffen-SS também serviu como uma unidade pesada. Usada para esmagar exércitos bem armados e equipados na Frente Oriental, a Waffen-SS perdeu sua eficácia após Kursk (1943), mas depois lutou em muitos teatros e desempenhou um papel na Batalha das Ardenas (1944-1945).
Depois de 1943 (particularmente durante e após a invasão da Itália), unidades britânicas especializadas, como os Comandos e certos destacamentos do Serviço Aéreo Especial, foram usadas como tropas de choque contra forças alemãs bem entrincheiradas ou de elite. Novamente, ambas as forças seriam usadas em funções semelhantes depois que os Aliados cruzaram o Reno, servindo como vanguarda para as forças britânicas.

## Após a Segunda Guerra Mundial
As exigências do combate de infantaria na Segunda Guerra Mundial apagaram muito do romance das tropas de choque, particularmente quando qualquer infantaria bem treinada era capaz das mesmas táticas, especialmente em um ataque formal a um objetivo bem defendido. Os soviéticos mantiveram o termo choque (embora o termo também possa ser traduzido como ataque) como uma designação para exércitos envolvidos em atacar a profundidade operacional do inimigo como parte da doutrina soviética de batalha profunda.